# Barwala
Barwala fou un estat tributari protegit de l'Índia a l'agència de Kathiawar a Gujarat amb una superfície de 117 km² i una població de 4.429 habitants el 1921. Era un estat de primera classe i el governava la dinastia Wala de branca Virani. La capital era Barwala a la riba esquerra del Utauli a uns 140 km al sud-oest d'Ahmedabad, ciutat emmurallada, amb una població de 5.813 habitants el 1881.

## Llista de governants (segles XIX i XX)
- Wala Shri Oghad Vira
- Wala Shri Sata Oghad (fill)
- Wala Shri Bhima Sata (fill)
- Wala Shri Desa Bhima (fill) ?-1892
- Wala Shri Bhan Desa (fill) 1892-1937
- Wala Shri Amra Bhan 1937-1948